# Weingartsgasse
Weingartsgasse ist ein Ortsteil der Stadt Hennef (Sieg) im Rhein-Sieg-Kreis in Nordrhein-Westfalen. Der Name stammt vom mittelalterlichen Weinanbau.

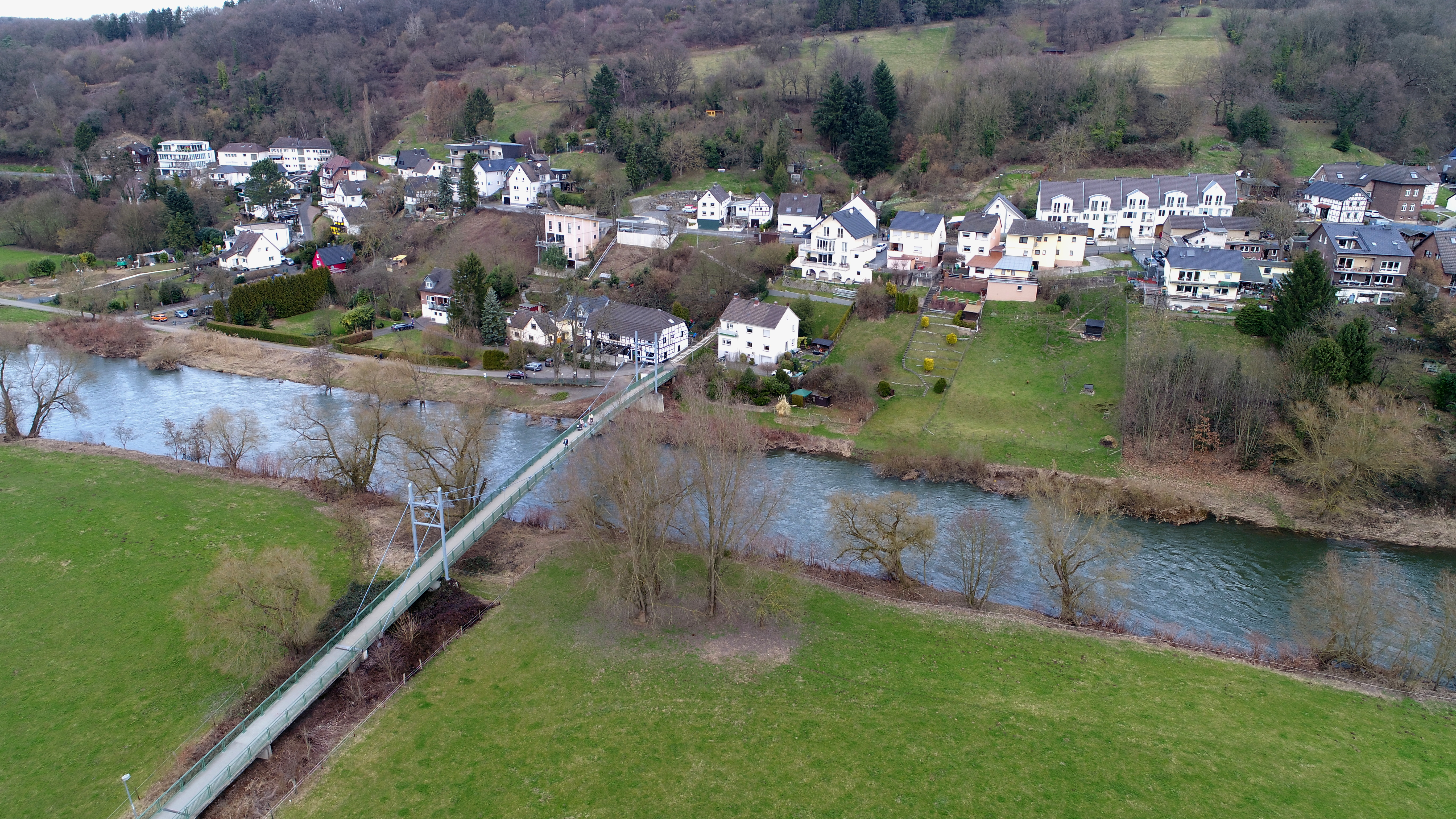
Weingartsgasse, Luftaufnahme (2017)

## Lage
Weingartsgasse liegt in 74 bis 138 Metern Höhe über NN an den Anfängen des Nutscheid über der Sieg. Nachbarorte sind Allner und Seligenthal. Außerdem ist Weingartsgasse über eine Fußgängerbrücke über die Sieg direkt mit dem Stadtkern von Hennef verbunden. Weingartsgasse wird von der Landesstraße 316 durchzogen, die hier Teil der Deutschen Alleenstraße ist.
Bis 1934 gehörte Weingartsgasse zur Gemeinde Geistingen. 

## Bergbau
Im Norden von Weingartsgasse wurde im 19. Jahrhundert Bergbau auf der Grube Ziethen betrieben.

## Baudenkmäler
Als Baudenkmal unter Denkmalschutz steht in Weingartsgasse ein Wegestock an der Ziethenstraße.

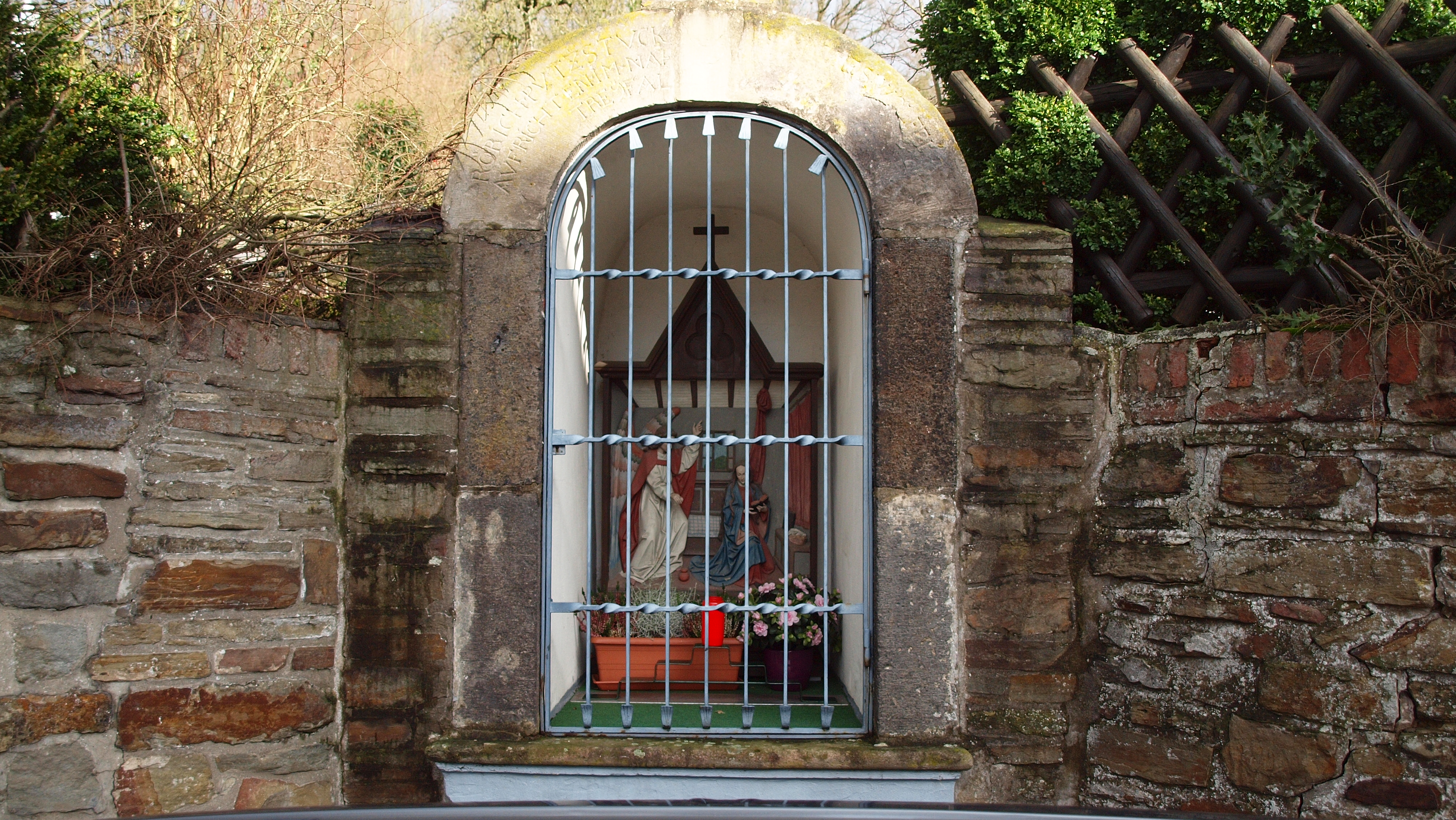
Wegestock an der Ziethenstraße (2015)